# Conrad Reventlow
Conrad lensgreve Reventlow (født 21. april 1644 i København, død 21. juli 1708 på Clausholm) var dansk storkansler, søn af tysk kansler Ditlev Reventlow (1660–1664) og bror til Henning Reventlow (1640-1705) og Ditlev Reventlow (1654-1701).
Conrad Reventlow grundlagde den danske grevelige linje af 1673 af sin slægt.

## Uddannelse og tidlig karriere
Reventlow besøgte Akademiet i Sorø og studerede derpå ved fremmede universiteter (ved universitetet i Orléans 1662). Efter sin hjemkomst var han en kort tid kammerjunker hos den unge hertug August Frederik, den senere biskop af Lübeck. 1665 udnævntes han til hofjunker og kammerherre ved det danske hof. 1667 blev han hof- og kancelliråd i det Tyske Kancelli og søgte efter kansler Theodor Lentes død i februar året efter at blive kansler i dennes sted. I Forhandlingerne vedrørende den pløenske successionssag spillede han en fremtrædende rolle og var i juli 1668 medlem af den tønderske kommission. 1669 sendtes han til Gottorp med hertug Christian Albrechts medgift. Som Christoffer Gabels svigersøn og tilhænger fjernedes han fra hoffet efter Christian 5.s tronbestigelse af Gyldenløve, Ahlefeldt og Schumacher i forening og udnævntes i november 1670 til amtmand i Haderslev. 1672 blev han landråd i Slesvig og Holsten. I de vidtløftige forhandlinger om erhvervelsen af grevskaberne Oldenborg og Delmenhorst 1667-1673 spillede Reventlow en fremtrædende rolle. 1672 udsendtes han for at tage Butjadinger by og land til len af Hertugen af Braunschweig-Lüneburg; samme år fik han det hvide bånd, og 1673 ophøjedes han i grevestanden. 1672 tituleres han i officielle skrivelser baron, men hans udnævnelse hertil kendes ikke.

## Skånske Krig
I militæret fandt Reventlow rig lejlighed til at udmærke sig under den skånske krig. I maj 1675 fik han tilladelse til at hverve et regiment og udnævntes til oberst. Han oprettede det såkaldte Reventlowske Dragonregiment, som han året efter afstod til Oberst Ramsted. Om efteråret blev han chef for 2. fynske nationale rytterregiment, deltog 1676 i generalmajor Meerheims ekspedition over Keflinge Å, hvor de danske afbrændte herresædet Skarhult. Han deltog i slaget ved Lund 4. December 1676. og fik samme dag overdraget den faldne Henrik Sehesteds regiment, det holstenske (slesvigske) rytterregiment, der udmærkede sig ved gode soldater og ypperlig disciplin. I forsommeren 1677, da han lå i garnison i hertugdømmerne, fik han ordre til at støde til armeen i Skåne, men nåede næppe at komme tids nok til at tage del i belejringen og stormen på Malmø. I juli lå han med sine kompagnier i lejren ved Landskrone, deltog i august i kavalkaden til Christianstad samt i ekspeditionen til Rügen i september og samlede med generalmajor Levetzow det til samme øjemed bestemte rytteri på Møn. I november var han chef for rytteriet på Rügen, men afløstes kort efter af Bibow. I december lå han med sit regiment i Haderslev. I august 1678 ansøgte han om orlov fra tjenesten, da hans hustru var uhelbredelig syg, og han som følge heraf var så nedbøjet, at han måtte foretage en rejse til Italien. I september sendtes han til Münster for at bevæge Fyrstebiskoppen til at lade sine hjælpetropper i dansk tjeneste blive vinteren over her. I november var Reventlow i kurfyrst Frederik Vilhelms hovedkvarter i Doberan for at få ham til at acceptere at flytte et planlagt møde med kongen af Danmark til Wismar, hvor Christian 5. opholdt sig, men han opnåede intet.

## I kongens tjeneste
Ved svigerfaderen Vincents Hahns død udnævntes han 1680 til gehejmeråd samt overjægermester, hvilket embede han beklædte indtil 1699, blev 1681 Ridder af Elefanten samt patron for Københavns Universitet og ses allerede i august samme år at have været medlem af konseillet. Han tog sig ivrig af statssagerne, særlig udenrigspolitikken, men var alt for afhængig af dygtige underembedsmænd, blandt hvilke særlig må nævnes Thomas Balthazar von Jessen, der efter Christian Siegfried von Plessens udsagn helt havde ham i sin magt. Reventlow sluttede sig til den gruppe, der bestod af Ehrenschild, Vibe og Brandt, der i 1680'erne udøvede en så stor indflydelse på statsstyrelsen. Man håbede at man igennem et forbund med Frankrig og Brandenburg kunne genvinde de områder man havde mistet til Sverige, at kunne få revanche med den troløse hertug af Gottorp samt at opnå besiddelsen af Elbtolden og lenshøjheden over Hamborg. I marts 1682 afsluttede Reventlow sammen med Gyldenløve og Ehrenschild en traktat med Frankrig, i følge hvilken Danmark mod store årlige subsidier tilsagde Frankrig bistand i krigstilfælde.
Kongen var i 1683 stemt for krig med Sverige og støttedes heri af Reventlow og Ehrenschild, men den forsigtige storkansler Frederik Ahlefeldt modsatte sig et overilet fredsbrud. Kejserens sejr over tyrkerne i september forandrede pludselig situationen. Om Reventlows politiske sympatier ytrer Molesworth, at hans tilbøjelighed for Frankrig før 1690 ikke var stor, da han indså, at Danmarks venskab med Ludvig 14. var til skade for landet. Efter den tid udsonede han sig derimod med Frankrig.
I maj 1684 inddroges den hertugelige del af Slesvig. Reventlow og hans parti, der fik tildelt amtmandsposterne i det nyindvundne land – selv fik han Gottorp Amt –, havde givetvis tilskyndet kongen til dette skridt, der, som følgerne viste, ikke var vel overvejet. Ved Ahlefeldts død 1686 gættede mange på, at Reventlow vilde blive hans efterfølger som storkansler, men Reventlow, der siges at have hindret Griffenfelds løsladelse af frygt for, at denne skulle genvinde sin stilling, opnåede dog ikke denne position, så længe Christian 5. levede. Til trods for den gunst, i hvilken Reventlow stod hos kongen, var hans position langt fra sikker, og han var mere end nogen anden minister påvirket af det rænke- og intrigespil, der stadig skiftede ved den vægelsindede og let påvirkelige konges hof. Atter og atter kunne samtidige berette, at Reventlow faldt i unåde og at hans fald var nært forestående, men stormen drev over, og han styrede indtil kongens død som førsteminister begge kancellierne. I 1686 var Reventlow ved Hamborgs belejring i kongens følge og forhandlede dels her og dels senere på Gottorp sammen med Jens Juel og Ehrenschild med de mæglende magters sendebud. 1689 var Reventlow, Brandt og Jessen medlemmer af kommissionen i anledning af de om Jever opståede stridigheder, og han afsluttede i august sammen med Jessen alliancetraktaten med England, i følge hvilken Danmark overlod Vilhelm 3. et hjælpekorps på 7000 Mand. 1691 afsluttede Reventlow sammen med flere en hemmelig traktat mellem Frankrig og Danmark, i hvilken Christian 5. forpligtede sig til ikke at yde Frankrigs fjender nogen bistand og ikke at forøge troppekorpset i Irland. 1693 undertegnede Reventlow en traktat, hvorved Danmark og Frankrig sluttede sig til det af flere nordtyske fyrster, deriblandt hertugen af Braunschweig-Wolfenbüttel, dannede forbund, som modsatte sig oprettelsen af den 9. kur. Efter Ratzeburgs erobring var Reventlow tilstede ved de påfølgende diplomatiske forhandlinger i Pinneberg og Hamborg, hvor der afsluttedes et venskabsforbund mellem Danmark og Braunschweig-Lüneburg. Hertugerne forpligtede sig til at sløjfe fæstningsværkerne ved Ratzeburg, og Danmark afgav løfte om at drage sine tropper tilbage fra de braunschweigske lande og afholde sig fra enhver indblanding i den lauenborgske arvefølgesag.
Dagen efter Christian 5.'s død udnævntes Reventlow 26. august 1699 til storkansler. 1692 var han bleven patron for det ridderlige akademi. Reventlow synes at have været den ledende mand for de 1690-1705 i rådstuen for slottet afholdte kommissioner, der afgjorde en stor del sager af den forskelligste art. Han var lige fra begyndelsen medlem af næsten alle kommissionerne, og de ophørte ved hans udtræden få år før hans død. I juni 1690 fik Reventlow ordre til at overtage præsidiet for højesteret i forbindelse med etatsråd V. Worm som justitiarius og med forpligtelse til flittig at konferere med oversekretær Moth.
I april 1700 afsluttede Reventlow på Frederik 4.’s vegne en hemmelig traktat med kurfyrsten af Brandenburg. Umiddelbart efter Karl 12.’s landgang på Sjælland samme år sendtes han af kongen, som opholdt sig i Holsten, hvor belejringen af fæstningen Tønning var begyndt på Reventlows anbefaling, til København for at bøde på kommandantens rådvildhed, der i forbindelse med det spændte forhold mellem militæret og borgerskabet havde lammet modstandsevnen. Vel kom Reventlow for sent til hovedstaden, men det lykkedes ham dog at forebygge værre følger.
I de følgende fredsår mærker man kun lidt til Reventlows indflydelse på Danmarks ydre og indre politik. Den unge Christian Gyldenløve og Carl Ahlefeldt havde i den periode større indflydelse hos kongen. Reventlow bevarede dog kongens gunst lige til sin død. I sine sidste leveår betegnes han af Hojer, skønt han kun stod i begyndelsen af 60'erne, som en udlevet olding.

## Besiddelser
Reventlow var en af de største jordegodsejere i Danmark på sin tid. Efter faderen arvede han Futterkamp (ved Lütjenburg), som han afhændede 1672. Af svigerfaderen Gabels bo erhvervede han 1675-76 Segeberg Kalkbjerg med Gischenhagen, som han 1684 afstod til kongen for 80000 Rdl. I Holsten ejede han desuden øen Krautsand (Wedeler-Sand). Ved den sønderborgske konkurs kom han i besiddelse af Sandbjerg i Sundeved, som han 1672 ville oprette til et baroni, men som 1681 erigeredes til et grevskab med navnet Reventlow. Med sin anden hustru fik han Seekamp ved Friedrichsort. 1684 erhvervede han Frisenvold og Løjstrup til dels som ækvivalent for Segeberg Kalkbjerg. 1686 købte han Clausholm, nedrev her den af Mogens Gjøe opførte bygning og byggede den nuværende hovedfløj. Lidt nord for hovedstaden opførte han gården Frydenlund. Endelig ejede han hovedgården Kalø samt Kollerup (Galten Herred) og øen Thurø (til 1674).
Skønt Reventlow desuden var kommet i besiddelse af store pengemidler, var hans finansielle forhold på ingen måde særlig glimrende. Bortset fra den betydelige fædrene- og mødrenearv fik han med sin første hustru en medgift af 28000 Rdl. og med sin anden hustru 1 tønde guld. Allerede 1678 angiver han sin gæld til 50000 Rdl. og senere til det dobbelte, men ved hans død var den dog bragt ned til 25000 Rdl.

## Eftermæle
Reventlow forstrakte jævnlig kongen med betydelige summer, og i forbindelse hermed omtales hans "blinde Hengivenhed for Kongens Plaisirs for derigjennem at stabiliere sit Hus". Ved sine glimrende fester, prægtige baller og maskerader forstod han at sikre sig den forlystelseselskende konges gunst. Reventlow skildres almindelig som en hæderlig og retsindig personlighed uden synderlig fremragende evner. Skønt Molesworth var hans diplomatiske modstander, roser han Reventlow som en mand, der oprindelig kun havde tarvelig indsigt i statssager, men som ved flid og arbejdsomhed efterhånden havde gjort sig værdig til at beklæde sin fremskudte og betydningsfulde stilling. En anden diplomat betegner ham som en svag, men af alle agtet personlighed, en blid, men lidet energisk karakter, der kun havde det ydre skin af magten, imponerende ved sit kølige, beherskede væsen. Han var en stor ynder af bordets og særlig vinens glæder, men næppe mere overdreven i nydelsen end de fleste hofmænd på den tid.
Reventlow døde 21. Juli 1708 på Clausholm og ligger med sine to hustruer bisat i prægtige, af Thomas Quellinus forfærdigede sarkofager i Slesvig Domkirke. I sin selvforfattede gravskrift gav han sig det selvtilfredse vidnesbyrd, der må udfordre dommen over ham: "Jeg haver således levet iblandt eder, at jeg ikke behøver at blues ved mit Liv."

## Børn udenfor ægteskab
Med Anne Cathrine Hagensen (eller Anne Cathrine von Hagen) (1659-1691), en datter af borgmesteren i Aabenraa Carsten Hagensen, fik Reventlow tre børn, Ditlev Revenfeld (f. 1684), Conrad Revenfeld (f. 1685) og Conradine Revenfeld (f. 1687), der blev gift med Frederik Rostgaard. Revenfeld var et navn børnene fik ved adelspatent af 7. september 1695.